# Olympische Winterspiele 2014/Teilnehmer (Finnland)
| Gelbes Symbol für Goldmedaillen mit stilisierten Olympischen Ringen | Graues Symbol für Silbermedaillen mit stilisierten Olympischen Ringen | Braundes Symbol für Bronzemedaillen mit stilisierten Olympischen Ringen |
| ------------------------------------------------------------------- | --------------------------------------------------------------------- | ----------------------------------------------------------------------- |
| 1                                                                   | 3                                                                     | 1                                                                       |

Finnland nahm an den Olympischen Winterspielen 2014 in Sotschi mit 104 Athleten teil.

## Sportarten

### Biathlon
| Frauen - Mari Laukkanen - Kaisa Mäkäräinen | Männer - Olli Hiidensalo - Jarkko Kauppinen - Ahti Toivanen |

### Eishockey
Frauen
| Torhüter: - Meeri Räisänen (JYP Jyväskylä) - Noora Räty (Tampereen Ilves) - Eveliina Suonpää (Team Oriflame Kuortane) Verteidiger: - Jenni Hiirikoski (JYP Jyväskylä) - Mira Jalosuo ( SKIF Nischni Nowgorod) - Anna Kilponen (Team Oriflame Kuortane) - Rosa Lindstedt (JYP Jyväskylä) - Saija Tarkki (Oulun Kärpät) - Emma Terho (Espoo Blues) - Tea Villilä ( University of Minnesota Duluth) | Stürmer: - Venla Hovi (Kalevan Pallo) - Michelle Karvinen ( University of North Dakota) - Emma Nuutinen (Espoo Blues) - Annina Rajahuhta (Espoo Blues) - Karoliina Rantamäki ( SKIF Nischni Nowgorod) - Vilma Tanskanen (Team Oriflame Kuortane) - Susanna Tapani ( University of North Dakota) - Nina Tikkinen (Oulun Kärpät) - Minnamari Tuominen (Espoo Blues) - Riikka Välilä (JYP Jyväskylä) - Linda Välimäki (Espoo Blues) |

Männer
- Bronze

| Torhüter: - Kari Lehtonen ( Dallas Stars) - Antti Niemi ( San Jose Sharks) - Tuukka Rask ( Boston Bruins) Verteidiger: - Juuso Hietanen ( Torpedo Nischni Nowgorod) - Lasse Kukkonen (Oulun Kärpät) - Sami Lepistö ( Awtomobilist Jekaterinburg) - Olli Määttä ( Pittsburgh Penguins) - Sami Salo ( Tampa Bay Lightning) - Kimmo Timonen ( Philadelphia Flyers) - Ossi Väänänen (Jokerit Helsinki) - Sami Vatanen ( Anaheim Ducks) | Stürmer: - Juhamatti Aaltonen (Oulun Kärpät) - Aleksander Barkov ( Florida Panthers) - Mikael Granlund ( Minnesota Wild) - Jussi Jokinen ( Pittsburgh Penguins) - Olli Jokinen ( Winnipeg Jets) - Leo Komarov ( HK Dynamo Moskau) - Petri Kontiola ( HK Traktor Tscheljabinsk) - Lauri Korpikoski ( Phoenix Coyotes) - Jori Lehterä ( HK Sibir Nowosibirsk) - Antti Pihlström ( Salawat Julajew Ufa) - Tuomo Ruutu ( Carolina Hurricanes) - Teemu Selänne ( Anaheim Ducks) - Jarkko Immonen ( Torpedo Nischni Nowgorod) - Sakari Salminen ( Torpedo Nischni Nowgorod) |

Valtteri Filppula und Mikko Koivu waren nominiert, wurden aufgrund Verletzungen nicht eingesetzt.

### Eisschnelllauf
| Männer - Pekka Koskela 500 m: 17. Platz - Mika Poutala 500 m: 29. Platz - Tommi Pulli 1000 m: 37. Platz |

### Freestyle-Skiing
| Männer - Antti-Jussi Kemppainen - Arttu Kiramo - Lauri Kivari - Ville Miettunen - Antti Ollila - Aleksi Patja - Jouni Pellinen - Jussi Penttala - Otso Räisänen - Jimi Salonen |

### Nordische Kombination
| Männer - Ilkka Herola - Mikke Leinonen - Janne Ryynänen - Eetu Vähäsöyrinki |

### Ski Alpin
| Frauen - Tanja Poutiainen | Männer - Santeri Paloniemi - Marcus Sandell - Samu Torsti |

### Skilanglauf
| Frauen - Anne Kyllönen Skiathlon: 33. Platz 4 × 5 km Staffel: Silber - Krista Lähteenmäki Skiathlon: 13. Platz 4 × 5 km Staffel: Silber - Mari Laukkanen - Kaisa Mäkäräinen - Mona-Liisa Malvalehto - Kerttu Niskanen Team-Sprint Klassisch: Silber Skiathlon: 7. Platz 4 × 5 km Staffel: Silber - Riitta-Liisa Roponen - Aino-Kaisa Saarinen Team-Sprint Klassisch: Silber Skiathlon: 5. Platz 4 × 5 km Staffel: Silber - Riikka-Sarasoja Lilja | Männer - Matti Heikkinen - Sami Jauhojärvi Team-Sprint Klassisch: Gold - Martti Jylhä - Lari Lehtonen - Juho Mikkonen - Iivo Niskanen Team-Sprint Klassisch: Gold - Ville Nousiainen - Anssi Pentsinen |

### Skispringen
| Frauen - Julia Kykkänen | Männer - Janne Ahonen - Janne Happonen - Anssi Koivuranta - Jarkko Määttä |

### Snowboard
| Frauen - Merika Enne - Enni Rukajärvi Slopestyle: Silber - Ella Suitiala | Männer - Janne Korpi - Ilkka-Eemeli Laari - Anton Lindfors - Markus Malin - Ville Paumola - Peetu Piiroinen - Jussi Taka - Roope Tonteri |